# البطولات الأسترالية 1954 (كرة مضرب)
هنا قائمة بالبطولات الأسترالية لكرة المضرب, المعروفة الآن باسم أستراليا المفتوحة لسنة 1954:

## فردي رجال
مارفين روز هزم  ريكس هارتويغ 6-2 0-6 6-4 6-2

## فردي سيدات
ثيلما كوين لونغ هزم  جيني ستالي هواد 6-3, 6-4